# Dorian James
Dorian Lance James (* 19. Juni 1981 in Kapstadt) ist ein südafrikanischer Badmintonspieler.

## Karriere
Dorian James nahm 2004 im Herrendoppel an Olympia teil. Er unterlag dabei mit Stewart Carson gleich in Runde eins und wurde somit 17. in der Endabrechnung. 2006 und 2010 gewann er die Afrikameisterschaft im Mixed mit Michelle Edwards. Weitere Siege bei den südafrikanischen Meisterschaften, den Mauritius International, den Kenya International und den South Africa International schlagen in seiner Erfolgsbilanz ebenso zu Buche.

## Sportliche Erfolge
| Saison | Veranstaltung                 | Disziplin    | Platz | Name                            |
| ------ | ----------------------------- | ------------ | ----- | ------------------------------- |
| 2002   | Afrikameisterschaft           | Mixed        | 3     | Dorian James / Michelle Edwards |
| 2004   | Afrikameisterschaft           | Mixed        | 3     | Dorian James / Michelle Edwards |
| 2004   | Südafrikanische Meisterschaft | Mixed        | 1     | Dorian James / Michelle Edwards |
| 2004   | Afrikameisterschaft           | Herrendoppel | 3     | Stephan Beeharry / Dorian James |
| 2004   | Afrikameisterschaft           | Herrendoppel | 3     | Stewart Carson / Dorian James   |
| 2005   | South Africa International    | Mixed        | 1     | Dorian James / Michelle Edwards |
| 2006   | South Africa International    | Herrendoppel | 1     | Dorian James / Willem Viljoen   |
| 2006   | Afrikameisterschaft           | Herrendoppel | 2     | Willem Viljoen / Dorian James   |
| 2006   | Südafrikanische Meisterschaft | Mixed        | 1     | Dorian James / Michelle Edwards |
| 2006   | Afrikameisterschaft           | Mixed        | 2     | Dorian James / Michelle Edwards |
| 2006   | South Africa International    | Mixed        | 1     | Dorian James / Michelle Edwards |
| 2006   | Mauritius International       | Herrendoppel | 1     | Dorian James / Willem Viljoen   |
| 2007   | Südafrikanische Meisterschaft | Mixed        | 1     | Dorian James / Michelle Edwards |
| 2007   | South Africa International    | Herrendoppel | 1     | Dorian James / Willem Viljoen   |
| 2008   | South Africa International    | Herrendoppel | 1     | Dorian James / Willem Viljoen   |
| 2008   | Mauritius International       | Mixed        | 1     | Dorian James / Michelle Edwards |
| 2009   | Afrikameisterschaft           | Herrendoppel | 2     | Dorian James / Chris Dednam     |
| 2009   | Südafrikanische Meisterschaft | Herrendoppel | 1     | Dorian James / Willem Viljoen   |
| 2009   | Afrikameisterschaft           | Mixed        | 3     | Dorian James / Stacey Doubell   |
| 2009   | South Africa International    | Mixed        | 1     | Dorian James / Michelle Edwards |
| 2009   | Kenya International           | Herrendoppel | 1     | Dorian James / Chris Dednam     |
| 2009   | Mauritius International       | Herrendoppel | 1     | Dorian James / Willem Viljoen   |
| 2009   | South Africa International    | Herrendoppel | 1     | Dorian James / Willem Viljoen   |
| 2010   | Afrikameisterschaft           | Herrendoppel | 3     | Dorian James / Willem Viljoen   |
| 2010   | Kenya International           | Herrendoppel | 1     | Dorian James / Willem Viljoen   |
| 2010   | Afrikameisterschaft           | Mixed        | 1     | Dorian James / Michelle Edwards |
| 2012   | South Africa International    | Herrendoppel | 2     | Dorian James / Enrico James     |
| 2012   | South Africa International    | Mixed        | 2     | Dorian James / Michelle Edwards |